# Otto Scherini
Otto Axel Scherini, född 19 augusti 1909 i Spokane, Washington, USA, död 2 mars 2009 i Fort Lauderdale, Florida, var en amerikansk svenskättad sjömilitär,som uppnådde konteramirals grad i USA:s flotta.

## Biografi
Otto Scherini var son till svenska emigranter. Hans far var son till prosten och hovpredikanten Hampus Scherini, och hans mor var född Lokrantz.
Scherini blev år 1932 antagen som kadett vid United States Naval Academy. 1 juli 1940 erhöll han den militära graden löjtnant.
Scherinis militära karriär sträckte sig över 32 år och innefattade deltaganden i två krig och fyra kommenderingar. Han bidrog till utvecklingen av radarcontourmetoden som under andra världskriget fick stor betydelse för tillförlitlig navigering nattetid genom svåra vattenpassager. Som befälhavare på USS Mayrant, reste han efter krigsslutet själv den amerikanska flaggan på den japanska Stillahavsön Minami-Torishima.
Scherini bosatte sig som pensionär i Fort Lauderdale på 1960-talet tillsammans med makan Frances (död 1983). Efter hennes död återupptog Scherini skrivandet som han i sin ungdom intresserat sig för, och författade flera sonetter och dikter. Han var aktiv inom veteranfriidrotten upp i hög ålder, vilket gav honom flera titlar och priser i de amerikanska "Senior Olympics". Han satte amerikanska rekord för 90-åringar i
diskus- och spjutkastning.
Scherini dog av lunginflammation i Fort Lauderdale den 2 mars 2009. Han blev 99 år gammal och begravdes på Lauderdale Memorial Gardens 5 mars 2009.